# Miracles in December (brano musicale)
Miracles in December un singolo del gruppo musicale EXO, pubblicato il 4 dicembre 2013 come estratto dall'EP omonimo.

## Classifiche
| Classifica (2013) | Posizione massima |
| ----------------- | ----------------- |
| Corea del Sud     | 2                 |